# 赤崎駅
赤崎駅（あかさきえき）は、岩手県大船渡市赤崎町字普金にある岩手開発鉄道赤崎線の駅（貨物駅）である。

## 歴史
- 1957年（昭和32年）8月21日：開業。
- 2011年（平成23年）
  - 3月11日：東日本大震災で全壊。
  - 11月7日：営業再開。

## 駅構造
石灰石鉱山がある岩手開発鉄道日頃市線岩手石橋駅から発送される石灰石を取扱う貨物駅。
地上駅。太平洋セメントの専用線上に石灰石荷降ろし設備がある。荷降ろし設備でホッパ車から降ろされた石灰石は、ベルトコンベアを通じて太平洋セメント大船渡工場へ輸送される。
駅舎はコンクリート造りの2階建てである。

## 駅周辺
- 太平洋セメント大船渡工場
- 赤崎郵便局

## 隣の駅
岩手開発鉄道
赤崎線
盛駅 - 赤崎駅